# Toby Stephens
Toby Stephens (* 21. dubna 1969) je anglický televizní a filmový herec, který se objevil ve filmech z produkce Hollywoodu i Bollywoodu. Je známý svými hereckými výkony jako Gustav Graves ve filmu Dnes neumírej (2002), Edward Rochester Fairfax v adaptaci televize BBC Osudová láska Jany Eyrové (2006) a Philip Marlowe v rozhlasové sérii „Classic Chandler“ (2010–2011) stanice BBC Radio 4 a velmi výrazně zazářil jeho talent ve snímku o Oskaru Wildovi Vězeň číslo C33 (2022), v režii Trevora Nunna, kde podává strhující výkon.
Od roku 2001 je jeho manželkou novozélandská herečka Anna-Louise Plowman. Mají spolu tři děti, syna Eliho Alistaira (* 2007) a dcery Tallulah (* 2009) a Kuru (* 2010).

## Filmografie

### Film
| Rok  | Název                             | Role                | Poznámky |
| ---- | --------------------------------- | ------------------- | -------- |
| 1992 | Orlando                           | Othello             |          |
| 1996 | Večer tříkrálový                  | Orsino              |          |
| 1997 | Fotograf mrtvých duší             | Charles Castle      |          |
| 1998 | Madam Bette                       | Victorin Hulot      |          |
| 1999 | Oněgin                            | Vladimír Lenskij    |          |
| 2000 | Vesmírní kovbojové                | mladý Frank Corvin  |          |
| 2002 | Posedlost                         | Fergus Wolfe        |          |
| 2002 | Dnes neumírej                     | Gustav Graves       |          |
| 2004 | Terkel má problém                 | Justin (hlas)       |          |
| 2005 | Vzpoura                           | kpt. William Gordon |          |
| 2006 | Temná zákoutí                     | Dr. Woodleigh       |          |
| 2006 | Izolace                           | Harris              |          |
| 2013 | Stroj                             | Vincent McCarthy    |          |
| 2013 | Cesta za snem                     | Dr. Farquar         |          |
| 2016 | 13 hodin: Tajní vojáci z Benghází | Glen Doherty        |          |
| 2018 | Útok z hlubin                     | Bill Beaman         |          |

### Televize
| Rok       | Název                               | Role                     | Poznámky                   |
| --------- | ----------------------------------- | ------------------------ | -------------------------- |
| 1996      | Dvojí život Heleny Grahamové        | Gilbert Markham          | minisérie                  |
| 2000      | Velký Gatsby                        | Jay Gatsby               | TV film                    |
| 2002      | Napoleon                            | car Alexandr I. Pavlovič | minisérie                  |
| 2003      | Špióni z Cambridge                  | Kim Philby               | minisérie                  |
| 2003      | Hercule Poirot                      | Philip Blake             | díl: „Pět malých prasátek" |
| 2005      | Mrtvé probouzeti                    | Dr. Nick Henderson       | 2 díly                     |
| 2005      | Královnina sestra                   | Antony Armstrong-Jones   | TV film                    |
| 2006      | Osudová láska Jany Eyrové           | Edward Fairfax Rochester |                            |
| 2006      | Richard Sharpe - Nebezpečné poslání | William Dodd             | TV film                    |
| 2009      | Robin Hood                          | Jan Bezzemek             | 3 díly                     |
| 2010      | Slečna Marplová                     | George Pritchard         | díl: „Modrá pelargonie"    |
| 2010      | Protiúder                           | Arlington                | 2 díly                     |
| 2012      | Zákon a pořádek: Spojené království | Martin Middlebrook       | díl: „Trial"               |
| 2012      | Vraždy v Oxfordu                    | David Connelly           | díl: „Plemeno zmijí"       |
| 2014–2017 | Pod černou vlajkou                  | James McGraw / Flint     | 38 dílů                    |
| 2015      | Až tam nezbyl žádný                 | Edward George Armstrong  |                            |
| 2018–2021 | Ztraceni ve vesmíru                 | John Robinson            | 28 dílů                    |
| 2021      | Alex Rider                          | Damian Cray              | 6 dílů                     |
| 2023      | Percy Jackson a Olympané            | Poseidón                 | 2 díly                     |
| 2024      | Jeden den                           | Lionel                   | díl: „Epizoda 9"           |